# اختلاف رنگ
تفاوت یا فاصله بین دو رنگ یک معیار متمایز در علم رنگ است. اینگونه می توانیم کمیتی که قبلاً فقط باید توصیف میشد را اندازه گیری کنیم. اندازه گیری این خواص اهمیت زیادی برای کسانی است که در این حوزه کار می کنند، دارد. تعاریف رایج، استفاده از فاصله اقلیدس در یک فضای رنگی مستقل از دستگاه را می دهد.

## همچنین نگاه کنید
- CIELAB